# Dušan Miletić
Dušan Miletić (in serbo Душан Милетић?; Kosovska Mitrovica, 30 luglio 1998) è un cestista serbo.

## Palmarès
- Supercoppa ABA Liga: 1

Partizan Belgrado: 2019